# Lempholemma polyanthes
Lempholemma polyanthes är en lavart som först beskrevs av Johann Jakob Bernhardi, och fick sitt nu gällande namn av Malme. Lempholemma polyanthes ingår i släktet Lempholemma och familjen Lichinaceae.  Arten är reproducerande i Sverige. Inga underarter finns listade i Catalogue of Life.